# 優創客
優創客（Yuccie），又譯雅創客、創青，原意為年輕的城市創意人（young urban creatives），是大城市中新興且主導的族群。Yuccies大都在25多歲-40多歲左右，有高學歷以至專業知識，大部分選擇生活於大都會， 他們有理想、有夢想，致力發展自己的創意事業，並以此賺取生活，甚至致富。Yuccie是優皮族（Yuppies）與文藝青年（Hipsters）的混合族群，既能取得前者的成功與經濟實力，亦能保留後者的創意與獨立思考的能力。

## 背景
首先提出Yuccie一詞的，是一位名叫David Infante的博客，他在著名的美國博客平台Mashable提出，生活在大都會中，Yuccie族群的年輕與創意，就是他們的最大本錢，這些本錢給予他們在社會向上流動的力量，以至達成個人夢想。

## 生活圈子

### 社會脈絡
Yuccie一族以創意作本錢，有個性但絕不自閉，喜歡與性格相符、志同道合的Yuccies交流、分享生活及自己的創新意念，社交圈子非常廣闊。他們極可能是博客，或是個性小店店主，大多數經常使用Instagram等社交媒體，以互動形式圖文並茂地發表及推廣自己的文化創意商品。因此Yuccie在互聯網及現實社會中均是非常活躍的一群，他們想法及生活模式影響著社會上的其他人。

### 居住要求
Yuccie活躍於大都會，但又想遠離繁囂以保留自己的創作空間，所以有能力置業的話，他們大多選擇交通便捷但不要太嘈雜的地點居住，所謂的靜中帶旺。他們偶有皓愛大自然、熱忱農耕的環保分子，居住環境亦要講求有品味或別具特色，容易接觸不同社群就最好不過。 
他們會度身打造舒適而具個人風格的寓所，家居設計亦力求具有個人性格、有品味，傾向用自家製或設計師傢具，不喜歡流連連鎖式傢具店，購買一式一樣的東西。

## 生活質素

### 衣著品味
Yuccie喜歡整齊乾淨的衣著，注重健康形象與體態，與文藝青年（Hipster）的那種不修邊幅大相徑庭。Yuccie不注重衣服表面價值，最重要有自己的風格，這又與優皮族（Yuppies）喜歡名牌及較隆重的打扮迥異。 
他們不喜歡破爛的牛仔褲，喜歡筆直的吊腳褲；襯衣衫腳外露，不想太行政人員打扮，保留一份創意人的率性；愛設計師的T-恤但不愛樂隊T-恤；襯飾方面，他們喜歡可持續生長及收成的物料如竹製的太陽鏡，及手製皮背包。

### 飲食文化
Yuccie非常注重的身心均衡發展，不一定是素食主義者，但對食物很講究，如少肉多菜、每週一天素食；喜歡有機食品、牛油果、羽衣甘藍（Kale）、火箭菜、乳酪等是他們的至愛。他們喜歡喝酒精類飲品，但不像優皮族（Yuppies）般喝昂貴的紅酒或威士忌，喜歡喝較清香的桃紅葡萄酒（rosé）。上館子吃飯的話，他們喜歡型格有品味的小店，不會選擇連鎖快餐店／餐廳。

### 日常嗜好
為保持身心靈的平衡，Yuccie對動態與靜態的活動都非常熱愛，亦喜歡比較另類的運動，如攀岩、空中瑜伽、高溫瑜伽、半馬拉松、爬山單車。Yuccie是創意族群，創意、藝術和生活從不分割，他們有閒時會art jamming、自製皮革、做木工、編織等小手作。Yuccie也是探索的一群，喜歡深度旅遊，發掘新事物，啟發新靈感。

### 社會關懷
Yuccie相信自己有能力令世界變更美好，哪怕只是一點點。他們關懷世界上的弱勢社群，如饑民、難民、動物權益，關注環保。他們消費時會考慮是否可以回饋社會，例如就算某些產品比較昂貴，但如部份利潤會捐助愛護動物組織或兒童基金等，他們仍會樂意購買。

## 延伸閱讀
- The hipster is dead, and you might not like who comes next （页面存档备份，存于）
- Quiz: Are you a yuccie? （页面存档备份，存于）
- The 20 global destinations where yuccies can be together （页面存档备份，存于）
- Sorry guys, beards are over （页面存档备份，存于）
- 6 signs you're a yuccie
- Perfect work conditions for the Yuccie life
- 信報《Yuccies靜靜起革命》 （页面存档备份，存于）